# 拜泉镇
拜泉镇，是中华人民共和国黑龙江省齐齐哈尔市拜泉县下辖的一个乡镇级行政单位。

## 行政区划
拜泉镇下辖以下地区：
东方红社区、光辉社区、星火社区、育新社区、群英社区、通泉社区、镇郊村、六合村、永久村、民乐村、振兴村、一心村、利民村、新胜村、新乐村、民权村和兴发村。